# Varacin
Varacin ist ein Naturstoff, der in Seescheiden vorkommt. Die Verbindung weist eine cyclische Pentasulfid-Einheit auf, gehört also zu den organischen Polysulfiden.

## Vorkommen
Varacin kommt in der Seescheide Lissoclinum vareau vor. Auch in der Gattung Polycitor wurde es nachgewiesen.

## Darstellung
Varacin wurde in einer achtstufigen Synthese ausgehend von Vanillin hergestellt. Dieses wird zunächst durch Umsetzung mit Brom und Essigsäure in Position 5 und 6 bromiert. Als Nächstes werden mittes Kupfer(I)-thiobutanolat in Chinolin und Pyridin die Bromatome durch Thiobutylgruppen ersetzt. Die freie Hydroxygruppe wird mittels Dimethylsulfat methyliert. Durch Reaktion mit Nitromethan und Ammoniumacetat wird die Aldehydgruppe modifiziert und die Verbindung in ein Nitrostyrol-Derivat überführt. Durch Reduktion mit Lithiumaluminiumhydrid entsteht die Aminoethyl-Seitenkette. Die Aminogruppe wird mittels einer Trimethylsilylethoxycarbonyl-Gruppe (TEOC) geschützt. Die S-Butylgruppen werden mittels Natrium in Ammoniak reduziert und die Pentasulfid-Einheit durch Umsetzung mit zwei Äquivalenten Dischwefeldichlorid aufgebaut.
Eine weitere Synthese geht von 3,4-Dimethoxyphenethylamin aus. Die Aminogruppe wird mit einer Boc-Gruppe geschützt und durch Umsetzung mit N-Thiocyanatosuccinimid in Position 2 eine Thiocyanat-Gruppe eingeführt. Durch ein Cyanocuprat kann das Thiocyanat in eine S-tert-Butyl-Einheit umgewandelt werden. ortho-Lithiierung und Umsetzung mit Di-tert-butyldisulfid ermöglicht die Einführung einer zweiten S-tert-Butyl-Einheit. Die Pentasulfid-Einheit wird durch Reaktion mit Dischwefeldichlorid in Gegenwart von Bariumcarbonat aufgebaut.

## Eigenschaften
Varacin weist fungizide Eigenschaften gegenüber Candida albicans sowie cytotoxische Eigenschaften gegenüber einer Darmkrebs-Zelllinie auf. Die cytotoxischen Eigenschaften basieren vermutlich auf der Freisetzung reaktiver Schwefel-Spezies (S3-Einheiten). Die Aminogruppe kann den nächstgelegenen Schwefel angreifen und dadurch die Spaltung einer S-S-Bindung befördern. Die Freisetzung von S3-Spezies wurde nachgewiesen durch ein Abfangexperiment mit Norbornen, an das die S3-Verbindung addieren konnte.